# 大朗根费尔德
大朗根费尔德是德国莱茵兰-普法尔茨州的一个市镇。总面积6.98平方公里，总人口124人，其中男性57人，女性67人（2011年12月31日），人口密度18人/平方公里。